# Булонський замок
Булонський замок (фр. Château de Boulogne), прозваний Мадрид (фр. Château de Madrid) або Мадридський замок — ренесансна резиденція короля Франциска I у Булонському лісі під Парижем (територія сучасного передмістя Неї-сюр-Сен). Знесено наприкінці XVIII століття.
Потрапивши в полон до іспанців при Павії в 1525, французький король Франциск I провів кілька місяців в Мадриді. Там його особливо вразив королівський палац у приміському парку Каса-дель-Кампо. Після повернення на батьківщину він доручив флорентійцю Джироламо делла Роббіа побудувати собі в Булонському лісі подібний замок «у мадридському смаку». Архітектор, який вперше познайомив французів з технікою глазурованої теракоти, виклав весь фасад вигадливими рельєфними кахлями, чому будівлю прозвали «фаянсовим замком». Будівельні роботи закінчив після смерті Франциска, в 1552, придворний архітектор Філібер Делорм.
Незважаючи на іспанську назву, Булонський замок був класичний зразок французького ренесансу: два яруси протяжних лоджій з квадратними флігелями на всі боки. У XVII столітті при ньому було влаштовано шовкову мануфактуру. Палац у лісі був закинутий після смерті його останньої високопоставленої мешканки, вдови Карла Беррійського.
За кілька років до Великої Французької революції Людовик XVI, який потребував коштів, підписав розпорядження про продаж покинутих королівських резиденцій Ла-Мюетт і Булонь на цеглу, після чого їх було знесено.

## Галерея

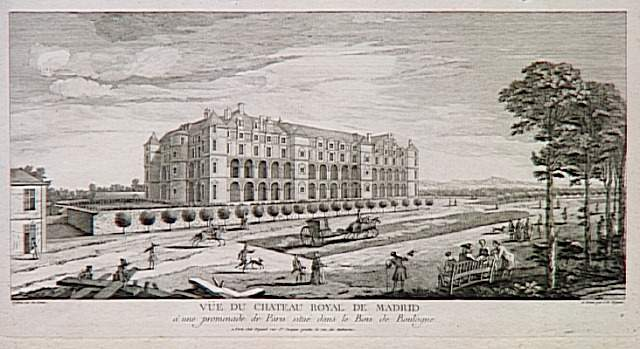
Палац на гравюрі
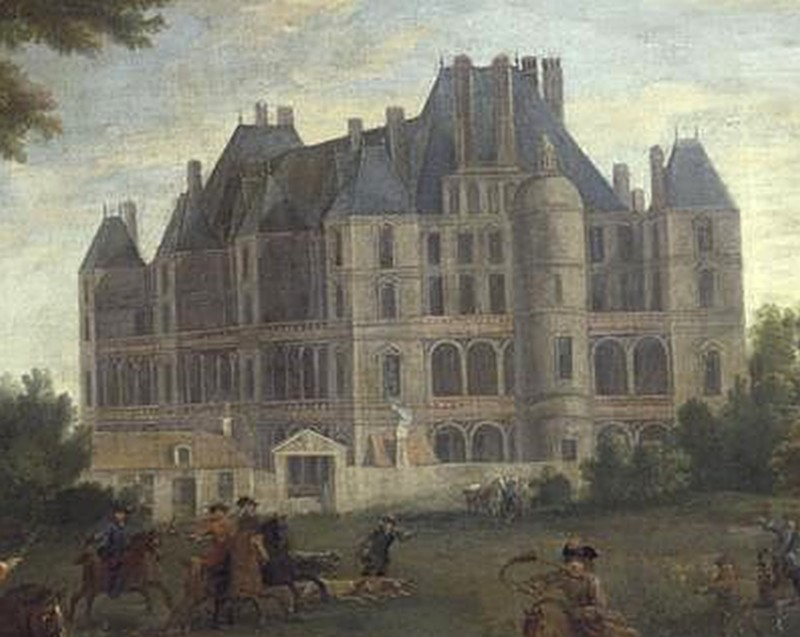
Деталь картини, 1722
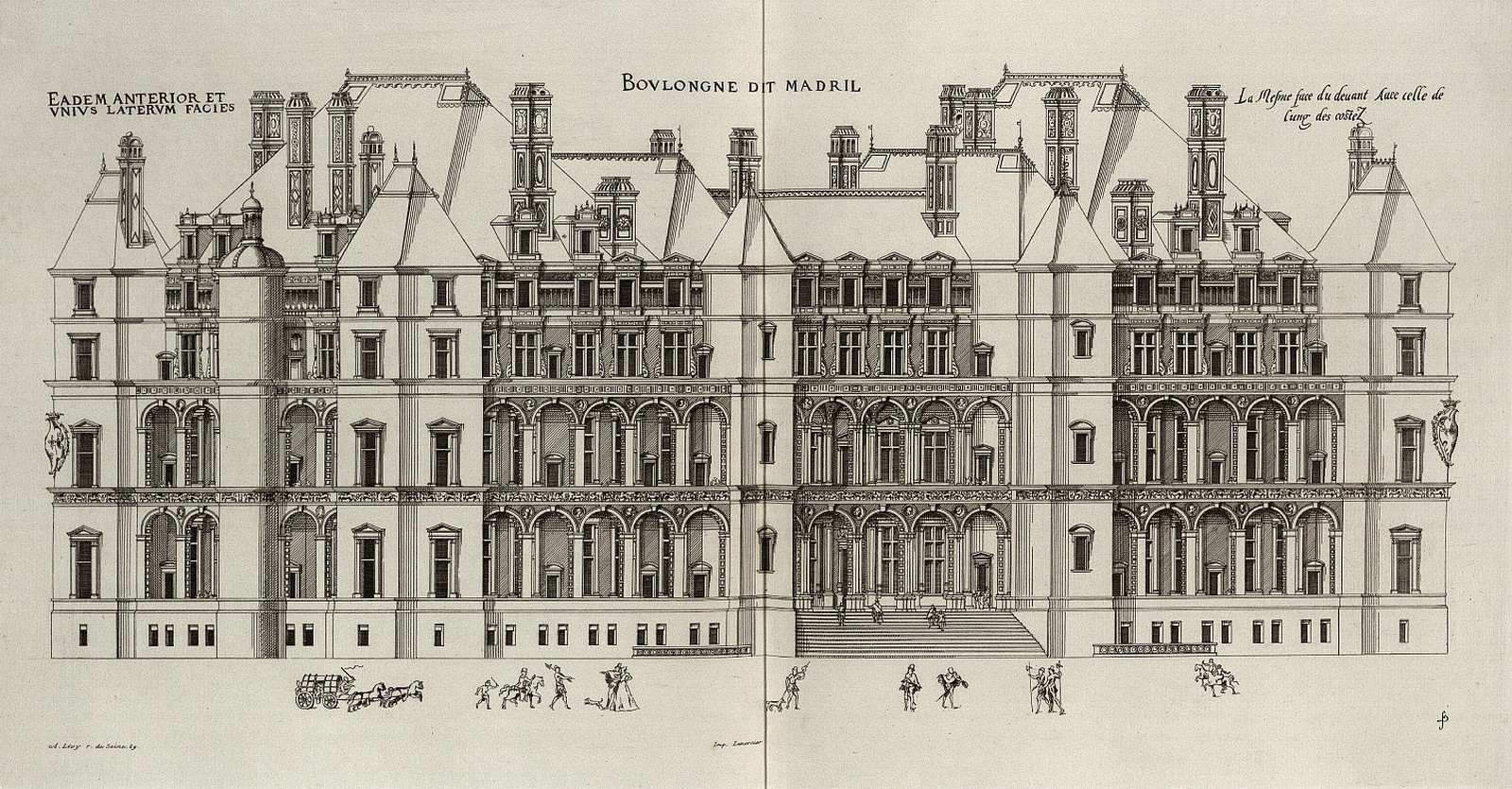
Замалювання фасаду. Жак Андруе Дюсерсо